# Heinz von zur Mühlen
Heinrich Dieter „Heinz“ von zur Mühlen (* 13. Dezemberjul. / 26. Dezember 1914greg. in Reval; † 1. Juni 2005 in München) war ein deutsch-baltischer Historiker.

## Leben
Die Eltern waren der Theologe Konrad von zur Mühlen (* 1868; † 1945) und Sara von Gernet (* 1872; † 1945), Tochter der Kitty von Gruenewaldt-Hukas und des Gutsbesitzers Friedrich von Gernet. Heinz von zur Mühlen war wie viele Verwandte und sein Vater auf der Domschule in Reval, Abitur 1933, diente folgend ein Jahr bis 1934 in der estnischen Armee. Dann studierte er von 1934 bis 1941 Geschichte, Germanistik und Kunstgeschichte an den Universitäten Dorpat und Breslau (dort bei Hermann Aubin). 1947 wurde er mit der Dissertation Die bevölkerungs- und wirtschaftsgeschichtlichen Verhältnisse in der Herrschaft Oberglogau bis ins 18. Jahrhundert in Hamburg zum Dr. phil. promoviert. Von 1951 bis 1956 arbeitete er als Historiker für den DRK-Suchdienst in Hamburg, anschließend in München. Er wirkte zudem als Mitglied in der Studentenverbindung Estonia Dorpat.
Heinz von zur Mühlen war mit der aus Riga stammenden Luise Baronesse von Engelhardt, Tochter der Annemarie Kuchenbuch und des Landwirts Ernst Baron von Engelhardt, verheiratet und hatte mit ihr zwei Töchter, Ilse und Hedda. Luise war u. a. Kinderbetreuerin und Arzthelferin, bis zur Eheschließung. 

## Schriften (Auswahl)
- (mit Paul Johansen) Deutsch und undeutsch im mittelalterlichen und frühneuzeitlichen Reval. Böhlau, Köln 1973.
- Reval vom 16. bis zum 18. Jahrhundert. Gestalten und Generationen eines Ratsgeschlechts. Böhlau, Köln 1985.
- Die baltischen Lande. Von der Aufsegelung bis zur Umsiedlung. Bund der Vertriebenen, Bonn 1987. 2. Auflage 1990, 3. Auflage 1991, 4. Auflage, 1997. In: Kulturelle Arbeitshefte, 15. ISBN 3-925103-52-X. DNB 1019627964
- Die Revaler Munster-Rolle anno 1688. In: Schriften der Baltischen Historischen Kommission, 4; Nordostdeutsches Kulturwerk, Lüneburg 1992. DNB 920912893
- (mit Paul Johansen) Balthasar Rüssow als Humanist und Geschichtsschreiber. In: Quellen und Studien zur baltischen Geschichte, 14; Böhlau, Köln 1996. DNB 947139311